# Magliano Vetere
Magliano Vetere är en ort och kommun i provinsen Salerno i regionen Kampanien i Italien. Kommunen hade 673 invånare (2017).